# Condado de las Amayuelas
El condado de las Amayuelas es un título nobiliario español creado en 1658 por el rey Felipe IV, a favor de Bernardino Manrique de Lara y Barrientos, XVII señor de Amusco y VIII señor de las Amayuelas, (Palencia), regidor de Salamanca y conservador perpetuo de su universidad.
Su denominación hace referencia a las localidades de Amayuelas de Arriba y Amayuelas de Abajo, en su momento dos localidades que dependían de Amusco, de donde los Manrique de Lara eran señores. Actualmente Amayuelas de Arriba es municipio propio y Amayuelas de Abajo es una pedanía de San Cebrián de Campos.
Bernardino Manrique de Lara era hijo de García Manrique de Lara, XVI señor de Amusco y VII señor de las Amayuelas (de Arriba y de Abajo), y de Francisca Nicostrata de Barrientos y Colona.

## Condes de las Amayuelas

Escudo de Amusco, que integraba las dos Amayuelas, (Palencia), de donde fueron señores los condes de las Amayuelas

|                        | Titular                                                   | Periodo                |
| Creación por Felipe IV | Creación por Felipe IV                                    | Creación por Felipe IV |
| ---------------------- | --------------------------------------------------------- | ---------------------- |
| I                      | Bernardino Manrique de Lara y Barrientos                  | 1658-1671              |
| II                     | García Fernández Manrique de Lara e Ibarra                | 1671-1679              |
| III                    | Carlos Fernández Manrique de Lara e Ibarra                | 1679-1682              |
| IV                     | José Ángel Manrique de Lara Tejada y Barrientos           | 1682-1723              |
| V                      | Francisco Antonio de Villacís y de la Cueva               | 1723-1745              |
| VI                     | María de la Concepción de Villacís y Fernández de Velasco | 1745-1745              |
| VII                    | Ana Catalina de Villacís y de la Cueva                    | 1745-1776              |
| VIII                   | Judas Tadeo Fernández de Miranda y Villacís               | 1776-1810              |
| IX                     | Lucía de Rojas y Miranda                                  | 1810-1834              |
| X                      | Juan Bautista de Queralt y Bucarelli                      | 1834-1873              |
| XI                     | Hipólito de Queralt y Bernaldo de Quirós                  | 1875-1877              |
| XII                    | Enrique de Queralt y Fernández-Maquieira                  | 1878-1933              |
| XIII                   | Enrique de Queralt y Gil Delgado                          | 1935-1993              |
| XIV                    | Enrique de Queralt y Chávarri                             | 1993- actual titular   |

## Historia de los condes de las Amayuelas
- Bernardino Fernández Manrique de Lara (1638-1671), I conde de las Amayuelas,[1] XVII señor de Amusco, VIII señor de las Amayuelas (de Arriba y de Abajo).

Casó en Madrid (Real Capilla) el 15 de abril de 1659 con Luisa de Ibarra y Cardona (m. 12 de enero de 1710), dama de la reina, hija de Carlos de Ibarra y Barresi, I marqués de Taracena, vizconde de Centenera y de Blanca Ladrón y Cardona, hija de Jaime Ceferino Ladrón de Pallás y Pons, I conde de Sinarcas. Le sucedió su hijo.
- García Fernández Manrique de Lara e Ibarra (m. 15 de mayo de 1679), II conde de las Amayuelas,[1] XVIII señor de Amusco. Soltero, sin descendientes. Le sucedió su hermano.[1]

- Carlos Fernández Manrique de Lara e Ibarra (m. 3 de julio de 1682), III conde de las Amayuelas,[1] XIX señor de Amusco. Soltero, sin descendientes. Le sucedió su hermano.[1]

- José Ángel Manrique de Lara Tejada y Barrientos (nombre oficial que adoptó) fallecido en 1723, IV conde de las Amayuelas,[1] XX señor de Amusco.

Casó con Casilda Teresa de Ribadeneira Niño de Castro (m. 5 de febrero de 1724), III marquesa de la Vega de Boecillo hija de Baltasar de Ribadeneira y Zúñiga, I marqués de la Vega de Boecillo y vizconde de la Laguna, y de su esposa, Inés Niño de Castro y Acuña. Le sucedió su sobrino.
- Francisco Antonio de Villacís Manrique de Lara y de la Cueva (Madrid, 8 de enero de 1711-ibídem, 20 de septiembre de 1745), V conde de las Amayuelas,[1][3] V conde de Peñaflor de Argamasilla, VI marqués de Taracena, señor de Villagarcía de Campos, etc. El rey Felipe V le concedió la Grandeza de España de segunda clase para el título del condado de las Amayuelas.

Casó el 18 de mayo de 1738 con su prima hermana Teresa María Fernández de Velasco y Villacís, hija de Pedro Fernández de Velasco y Tovar, II marqués de Cilleruelo, y de Beatriz de Villacís Manrique de Lara.  Le sucedió su única hija;
- María de la Concepción de Villacís y Fernández de Velasco (n. Madrid, 9 de septiembre de 1744), VI condesa de las Amayuelas,[1] grande de España, y VII marquesa de Taracena.  Falleció joven y la última vez que se menciona es el 11 de diciembre de 1745 cuando su madre otorgó un poder en el que se refiere a ella como condesa de las Amayuelas y de Peñaflor y marquesa de Taracena.[4] Le sucedió su tía carnal, hermana de su padre;[4][1]

- Ana Catalina de Villacís y de la Cueva (Madrid, 22 de mayo de 1709-ibídem, 27 de febrero de 1776), VII condesa de las Amayuelas,[1] grande de España de primera clase, VIII marquesa de Taracena y señora de Villagarcía de Campos. Fue condesa de Peñaflor de Argamasilla durante un tiempo pero perdió el título después de que Francisco Alonso de Villacis y de la Torre ganara un pleito alegando que el título era de «rigurosa agnación».[5]

Contrajo matrimonio en Madrid el 21 de enero de 1728 con Sancho José Fernández de Miranda y Ponce de León (Oviedo, 27 de noviembre de 1704-Madrid, 12 de noviembre de 1758), IV marqués de Valdecarzana, príncipe di Bonnanaro en Cerdeña (luego convertido en marquesado de Bonanaro), marqués de Rucaño, IV marqués de Torralba, VII conde de Escalante, IX conde de Tahalú, IX conde de Villamor. Le sucedió su hijo.
- Judas Tadeo Fernández de Miranda y Villacís (1739-27 de septiembre de 1810), VIII conde de las Amayuelas,[1] V marqués de Valdecarzana, príncipe di Bonnanaro, XV marqués de Cañete, marqués de Rucando, IX marqués de Taracena, V marqués de Torralba, VIII conde de Escalante, X conde de Villamor, X conde de Tahalú, IX vizconde de Centenera, VI vizconde de Ferrer y Paiposta.

Casó, en primeras nupcias el 11 de noviembre de 1808 con Isabella Filipa Regio,  VI principessa di Campofiorito, V principessa della Catena, marchesa della Ginestra, baronessa di Valguarnera e Machali. Sin sucesión de este matrimonio.
Contrajo un segundo matrimonio el 18 de mayo de 1808 con Luisa Joaquina Escrivá de Romaní, hija de Luis Escrivá de Romaní y Camprodón, XII barón de Beniparrell, de Argelira y de Prullens. Sin sucesión tampoco de este segundo matrimonio, por lo que heredó el condado de las Amayuelas su sobrina Lucía, hija de su hermana María Antonia Fernández de Miranda y Villacís y de José Antonio de Rojas Vargas y Toledo, VII conde de Mora, grande de España, IV marqués de la Torre de Hambrán, regidor perpetuo de Toledo y Gentilhombre de Cámara de S.M.
- Lucía de Rojas y Miranda (Madrid, 6 de julio de 1756-ibídem, 19 de julio de 1834), IX condesa de las Amayuelas y heredera de los títulos de su padre que después heredaría su hermano Ramón de Rojas y Fernández de Miranda.  Murió soltera sin sucesión.[7]  Le sucedió su sobrino,[1] hijo de Juan Bautista de Queralt y Silva, VIII conde de Santa Coloma, y de su primera esposa, María Pilar Bucarelli y Silva.

- Juan Bautista de Queralt y Bucarelli (Sevilla, 8 de octubre de 1814-Biarritz, 17 de abril de 1873), X conde de las Amayuelas,[8][1] IX conde de Santa Coloma]], XVII de Cifuentes y X de Fuenclara, XVII marqués de Cañete, X marqués de Gramosa y VI marqués de Vallehermoso, siete veces grande de España, marqués de Albaserrada, VII marqués de Albolote, VII marqués de Alconchel,[9] VII marqués de Besora, etc.[8]

Casó el 29 de diciembre de 1835 con María Dominga Bernaldo de Quirós y Colón de Larreátegui (5 de enero de 1816-22 de agosto de 1884), miembro de la casa ducal de Veragua, hija de Antonio María Bernaldo de Quirós Rodríguez de los Ríos –marqués de Monreal y de Santiago– y de Hipólita Colón de Larreátegui.  Le sucedió su hijo en todos los «títulos, estados, mayorazgos, vínculos, patronatos, regalías y demás derechos y bienes vinculados» según las disposiciones testamentarias de su madre.
- Hipólito de Queralt y Bernaldo de Quirós (Sevilla, 22 de enero de 1841-Madrid, 12 de junio de 1877), XI conde de las Amayuelas,[1][12] XI marqués de Albaserrada, X conde de Santa Coloma,  XVIII marqués de Cañete, VII de Vallehermoso, cinco veces grande de España, VIII marqués de Alconchel,[9] y otros títulos.[13][14]

Casó en Madrid el 12 de octubre de 1866 con Elvira Zenaida Fernández-Maquieira y Oyanguren, natural de Valparaíso,  hija de Remigio Fernández Maquieira y Frexia María de la O de Oyanguren y Squella. Le sucedió su hijo:
- Enrique de Queralt y Fernández-Maquieira (Madrid, 13 de julio de 1867-13 de enero de 1933),[16] XII conde de las Amayuelas,[1][17] XI conde de Santa Coloma, XIV marqués de Gramosa, IX marqués de Alconchel,[9] XVII marqués de Lanzarote, X conde de la Cueva, X conde de la Rivera, IX marqués de Valdecarzana, XIX marqués de Cañete, XVI marqués de Taracena, XIII conde de Escalante, XIX conde de Tahalú, XIV conde de Villamor, VIII marqués de Vallehermoso, XII marqués de Albaserrada, XI conde de Gerena, vizconde de Certera y vizconde del Infantado.

Casó en Zarauz el 4 de noviembre de 1909 con Brígida Gil Delgado y Olazábal, hija de Carlos Gil Delgado y Tacón y de Brígida de Olazábal y González de Castejón, II marquesa de Berna. Le sucedió su hijo:
- Enrique de Queralt y Gil Delgado (Madrid, 10 de octubre de 1910-Sevilla, 11 de abril de 1992), XIII conde de las Amayuelas,[19] XII conde de Santa Coloma, XV marqués de Gramosa, X marqués de Alconchel,[9] XVIII marqués de Lanzarote, XI conde de la Cueva, XI conde de la Rivera, XX marqués de Cañete, XIV conde de Escalante, XX conde de Tahalú, XV conde de Villamor, IX marqués de Vallehermoso, XII conde de Gerena.[19][20] En 1967, el conde cedió a la ciudad de Salamanca, «a cambio de una peseta de oro anual durante 99 años», la Casa de las Conchas.[21]

Contrajo matrimonio en Artaza (Guecho Lejona) el 20 de octubre de 1933 con María Victoria de Chávarri y Poveda, hija de Víctor Chávarri y Anduiza, I marqués de Triano y de María Josefa de Poveda y Echagüe. Le sucedió su hijo.
- Enrique de Queralt y Chávarri (Madrid, 8 de marzo de 1935), XIV conde de las Amayuelas,[22][1][23] XIII conde de Santa Coloma,[1] XVI marqués de Gramosa (título que cedió a su hijo) XI marqués de Alconchel,[9] XXI marqués de Cañete, XV conde de Escalante, XXI conde de Tahalú, XVI conde de Villamor, X marqués de Vallehermoso.

Casó con Ana Rosa de Aragón y de Pineda, hija de Bartolomé Aragón Gómez y de María del Pilar de Pineda y Cabanellas, VII marquesa de Campo Santo.